# Lo straniero venuto dal mare
Lo straniero venuto dal mare  (The Stranger from the Sea) è l'ottavo dei dodici romanzi dei Poldark, una serie di romanzi storici scritta da Winston Graham. Ambientato dieci anni dopo il libro precedente, il romanzo venne pubblicato nel 1981.

## Trama

### Libro primo
Nel giugno 1810, George Warleggan, che dopo la morte di Elizabeth si è trasferito a vivere coi genitori, fa la sua visita annuale a Trenwith dove si lascia andare ai ricordi della sua vita vissuta con la moglie defunta. Mentre si trova qui fa la conoscenza con Clowance Poldark, recatasi nella proprietà per raccogliere della digitale, Rimasto affascinato dalla figlia del suo nemico, George decide che è giunto il momento per lui di trovarsi una nuova moglie. Un mese dopo, ad una cena a casa di Lord William Wyndham, George conosce Lady Harriet Carter, una giovane vedova della quale resta subito attratto e che inizia a frequentare.
A settembre, Ross Poldark viene inviato in Portogallo per compiere una missione di osservatore per conto del governo. A Bussaco, alla vigilia di uno scontro con l'esercito francese, l'uomo trova tra le file dell'esercito inglese suo nipote, Geoffrey Charles.  I due combattono insieme nella battaglia che segna la sconfitta dei francesi.
Il 25 ottobre 1810, re Giorgio III perde la ragione e viene così ad instaurarsi un periodo di crisi governativa nel quale i membri del partito Tory temono di essere rimpiazzati dai Whigs nel caso il principe di Galles dovesse assumere la Reggenza del Regno.
A novembre, mentre si trova fuori a pescare con Ben Carter e Paul Kellow, Jeremy Poldark salva la vita ad un naufrago. L'uomo, una volta tornato in forze, racconta a Demelza di chiamarsi Stephen Carrington e che la sua imbarcazione diretta a Cork è stata travolta da una violenta tempesta. In breve tempo Stephen impara a farsi ben volere da tutti.
Gennaio 1811. Clowance conduce Stephen a visitare Trenwith House. Quì l'uomo le rivela di non essere un uomo d'affari naufragato a causa di una tempesta bensì un cannoniere imbarcato su una nave corsara affondata da due fregate francesi al largo delle Scilly. L'uomo le rivela anche di essere innamorato di lei e la bacia.
Intenzionato a mettere le mani su alcune attività commerciali a Manchester le cui oscillazioni sul mercato dipendono dall'andatura della guerra con la Francia, George si reca a parlare con il dottor Dwight Enys convinto che l'uomo, dedicatosi negli ultimi anni allo studio delle malattie mentali, abbia visitato il re. Enys nega di averlo fatto ma espone la sua convinzione che il sovrano difficilmente potrà riprendersi. George decide di rischiare ed acquista alcune ditte del settore tessile ed una discreta quantità di merce da rivendere con guadagno a guerra finita.
Tornato a Londra, Ross incontra il principe di Galles per fare rapporto sulla situazione in Portogallo e suggerirgli la possibilità di una vittoria inglese sulla penisola.
Ad un ricevimento della duchessa di Gordon, Ross incontra Dwight e Caroline Enys e sua figlia Clowance, la quale viene corteggiata da Lord Edward Fitzmaurice.

### Libro secondo
Dopo avergli confessato la sua vera identità, Stephen Carrington prega Jeremy di aiutarlo a recuperare un piccolo lugger carico di brandy che si trova a Tresco, nelle Isole Scilly. Recuperato il lugger, Stephen e Jeremy si dirigono verso Mevagissey con l'intenzione di vendere carico e imbarcazione ad alcuni contrabbandieri. Scoperti da alcuni doganieri, i due sono costretti a darsi alla fuga: mentre Stephen riesce a salpare a bordo del lugger, Jeremy si nasconde nella proprietà dei Trevanion, ove fa conoscenza con la signorina Cuby Trevanion.
A febbraio Ross, Clowance e i coniugi Enys lasciano Londra e fanno ritorno in Cornovaglia. Una volta a casa Ross si ritrova a dover affrontare il problema che la vena nord della Wheal Grace si è quasi esaurita.
Ross si reca poi da Lord Falmouth per informarlo della sua intenzione a non ricandidarsi alle future elezioni. Falmouth lo convince a prendersi tutto il tempo necessario prima di prendere una decisione definitiva in materia e poi lo informa che la banca dei Warleggan versa in cattive acque.
In vista di una riunione dei soci della Banca di Cornovaglia, Ross chiede consiglio a Demelza su come dovrebbe comportarsi in caso si dovesse votare un'azione volta a danneggiare la banca dei Warleggan. La donna riesce a convincerlo a non compiere un'azione che potrebbe poi turbare la sua coscienza.
Deciso a riaprire la Wheal Leisure dopo averla fatta acquistare a John Treneglos dai Warleggan, Jeremy informa del suo progetto il padre e lo convince ad entrare anche lui nella società. Il ragazzo partecipa poi ad un ricevimento a casa dei Trevanion e lì comunica a Cuby di essere innamorato di lei.

### Libro terzo
A maggio giunge in Inghilterra la notizia che le truppe inglesi e quelle portoghesi sono riuscite a scacciare i francesi dal Portogallo.
Sir Humphry Willyams, principale socio della "Banca di Devon & Cornovaglia" di Plymouth, per salvare la banca dei Warleggan decide di fare una fusione tra le loro banche.
Jeremy si reca dai Trevanion per vedere Cuby ma il maggiore John Trevanion, fratello della ragazza, gli dice che la ragazza è in visita ad alcuni parenti e gli fa capire che deve smettere di corteggiarla perché lui non è abbastanza importante da poter ambire a sposare Cuby. Rimasto nei paraggi della proprietà, il ragazzo scopre che Cuby non è affatto in visita a parenti e dopo averla avvicinata si sente dire da lei che non è affatto interessata a lui.
Il 23 giugno - la notte della Festa di Mezza Estate - Stephen Carrington fa ritorno a Nampara. Il giorno seguente Ross e John Treneglos si recano a Truro per redigere il documento legale che rimette ufficialmente in funzione la Wheal Leisure. Durante la strada Treneglos racconta a Ross che i Trevanion versano in cattive condizioni economiche e che è solo perché Jeremy non è ricco che il maggiore Trevanion non gli ha dato il permesso di corteggiare la sorella. Treneglos racconta a Ross anche che da un po' di tempo Jeremy, con la scusa di andare a pesca, si reca alla Fonderia Harvey per fare pratica di ingegneria e studiare le proprietà e le potenzialità del vapore ad alta pressione. Una volta lasciato Treneglos, Ross e Jeremy incontrano sul cammino Stephen Carrington, il quale si presenta così a Ross. In seguito Stephen convince Jeremy a farlo lavorare alla Wheal Leisure.
Clowance e Demelza, invitate da Lady Isabel Petty-Fitzmaurice a trascorrere due settimane con lei e la sua famiglia, partono per Bowood, nel Wiltshire. Approfittando dell'assenza delle due donne, una sera Ross rivela al figlio quello che gli ha detto John Treneglos. In seguito, in una riunione tra i soci della Wheal Leisure, viene deciso che il motore della miniera sarebbe stato quello progettato da Jeremy.
Nel tentativo di dimenticare Cuby, Jeremy inizia un po' a frequentare Daisy Kellow seppur non prendendo troppo seriamente la cosa. 
Stephen Carrington, deciso ad investire del denaro nella Wheal Leisure, si reca da Ross per chiedere se può acquistare due azioni della miniera.
Nel frattempo a Bowood, Demelza e Clowance si divertono trascorrendo il tempo tra passeggiate e altri divertimenti. Durante una gita a Bath, Lord Edward chiede a Clowance di sposarlo, ma la ragazza rifiuta la sua proposta.

## Edizioni
Tutte le edizioni italiane usano la traduzione di Maura Parolini e Matteo Curtoni. 
- 2020 - Sonzogno
- 2021 - Marsilio Editori (collana "Universale economica Feltrinelli")

## Adattamento
Nel 1996 dal romanzo è stato tratto il film televisivo Poldark, concepito come l'episodio pilota di una nuova serie televisiva che proseguisse le vicende della serie del 1975. Il film non ebbe però successo e non furono realizzati ulteriori episodi.